# Geometria piana
Per geometria piana si intende quel ramo della geometria euclidea orientato, appunto, al piano.

## Geometria euclidea e analitica
I concetti fondamentali definiti nel piano sono il punto e la retta. A partire da questi due concetti se ne definiscono altri, come il segmento, la semiretta o l'angolo. Tutti questi concetti hanno trovato una formalizzazione assiomatica negli Elementi di Euclide e sono alla base della geometria euclidea.
Tramite la geometria analitica, è possibile "dare un nome" a ciascuno di questi enti ed usare gli strumenti dell'algebra e dell'analisi: questo è possibile grazie all'introduzione del piano cartesiano, ovvero di un sistema di coordinate che permette di chiamare ogni punto {\displaystyle P} del piano con una coppia {\displaystyle P=(x,y)} di numeri reali. In questo modo è possibile definire rette, segmenti e altri enti geometrici come luogo di punti che soddisfano alcune condizioni algebriche. Ad esempio, una retta è il luogo degli {\displaystyle (x,y)} che soddisfano l'equazione:
{\displaystyle \ ax+by=c}
dove {\displaystyle a}, {\displaystyle b} e {\displaystyle c} sono tre numeri reali fissati.
Molti enti e teoremi della geometria piana sono però trattabili senza l'ausilio di coordinate. Tra questi, i concetti di triangolo e poligono, e le relazioni di parallelismo e ortogonalità fra rette o segmenti. Anche le sezioni coniche come la circonferenza o la parabola sono trattabili (con qualche difficoltà) senza coordinate, ma queste iniziano a diventare importanti nello studio di curve più complicate.

## Principali figure geometriche

### Poligoni
Un poligono è una forma geometrica delimitata da una linea spezzata chiusa, ovvero da una successione ciclica di segmenti, ciascuno dei quali inizia dove finisce il precedente. Questi segmenti si chiamano lati, ed il numero di questi caratterizza il nome usato normalmente per il poligono: se sono 3 è un triangolo, se sono 4 è un quadrilatero, e così via. Un poligono ha almeno 3 lati.
Ogni poligono ha un perimetro ed un'area, ciascuno dei suoi lati una lunghezza, e due lati adiacenti determinano un angolo. Tutte queste grandezze sono strettamente correlate. Risultano normalmente utili quelle formule che permettono di determinare il perimetro o l'area del poligono a partire dalle altre grandezze.

### Sezioni coniche
Le sezioni coniche sono gli oggetti curvilinei più semplici. Tra questi vi è naturalmente la circonferenza, e quindi la parabola, l'ellisse e l'iperbole. A ciascuno di questi oggetti vengono associate varie grandezze, come il raggio della circonferenza.